# 피춘다
피춘다(Пиҵунда, 조지아어: ბიჭვინთა, Bichvinta; 러시아어: Пицунда, 영어: Pitsunda)는 압하스의 가그라구에 있는 휴양지 마을이다.
그 마을은 기원전 5세기에 그리스인들이 무역 식민지로 피티우스 또는 피티운트를 설립했다. 안드리아 아파키제가 착수한 유적 발굴로 3~4세기의 교회 3곳들과 모자이크가 바닥에 깔린 목욕탕의 유물들이 발견됐다. 옛 "대 피티우스" 항만은 현재 그 마을에 있는 순수한 연못이다. 성 요한 크리소스톰은 그 곳으로 유배를 왔고 407년에 해안에서 죽었다. 6세기에 그 마을은 에그리시(라지카) 왕국의 정치적이며 종교적으로 중요한 마을 가운데 하나가 되었다. 541년에는 피티운트의 대주교직이 성립되었다. 중세 시대 조지아에서, 그 마을의 이름은 비츠빈타(Bichvinta)라고 표기 되었다. 10세기 끝 무렵에, 조지아의 바그라트 3세는 그 곳에 피춘다 대성당을 건설했고 그 성당은 오늘날까지 살아있으며 13세기와 16세기 벽화 유적들이 보존되어 있다. 비츠빈타는 압하스가 오스만 패권 하에 들던 16세기부터 조지아 정교회의 압하스 수좌 주교구 소재지가 되었다. 그 곳에는 여전히 로마 가톨릭교회의 명목상 주교가 있다.  13세기 후반에, 그 지역은 페존다라고 불리며 단기간 제노에세 무역 식민지를 수용했다.
1964년 10월 니키타 흐루시초프가 권좌에서 물러났을 때, 피춘다로 휴가를 왔다.
그 곳에는 러시아에서 빈번히 여행오는 관광객들을 위한 호텔들이 많다.

## 갤러리

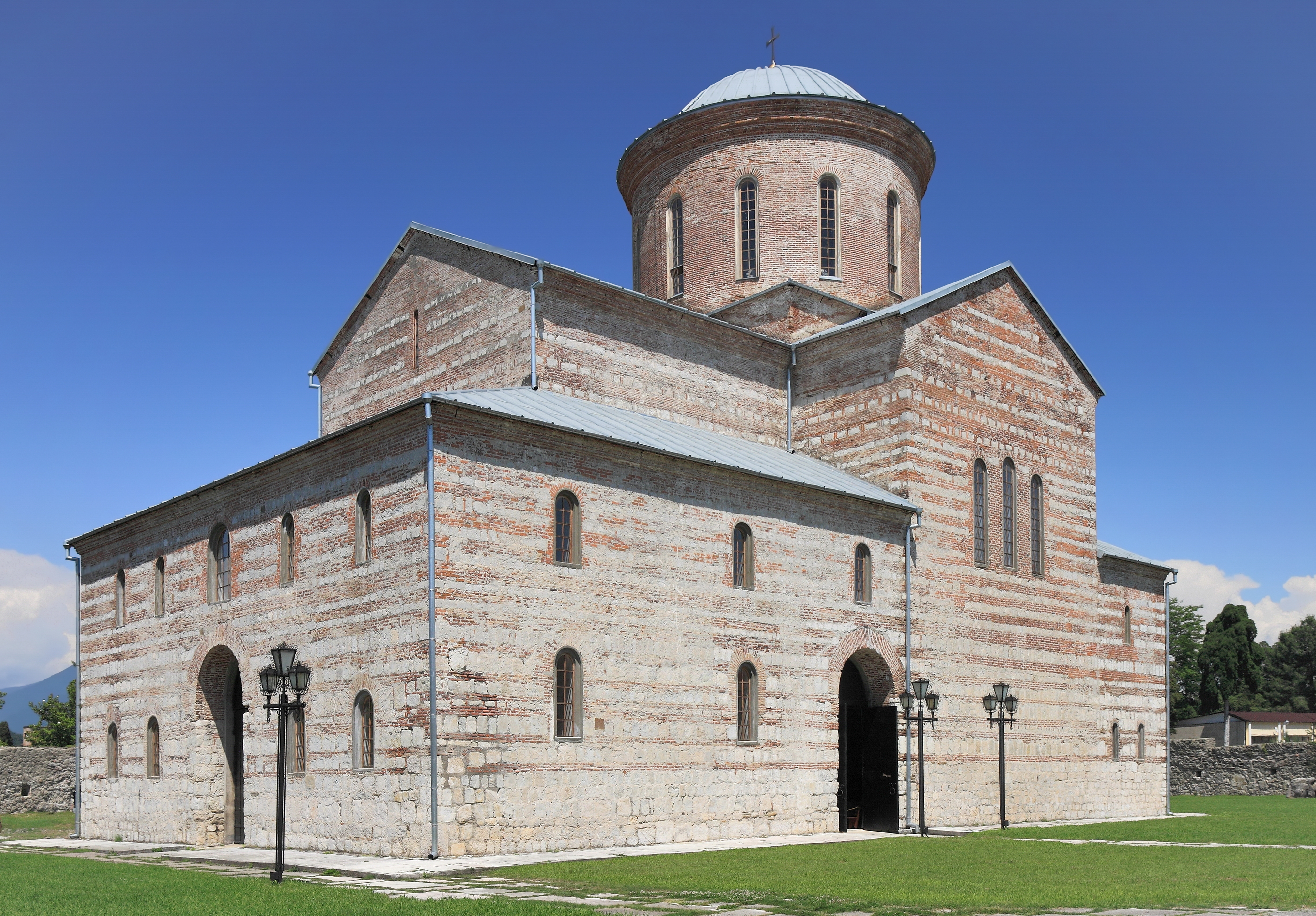
피춘다 대성당
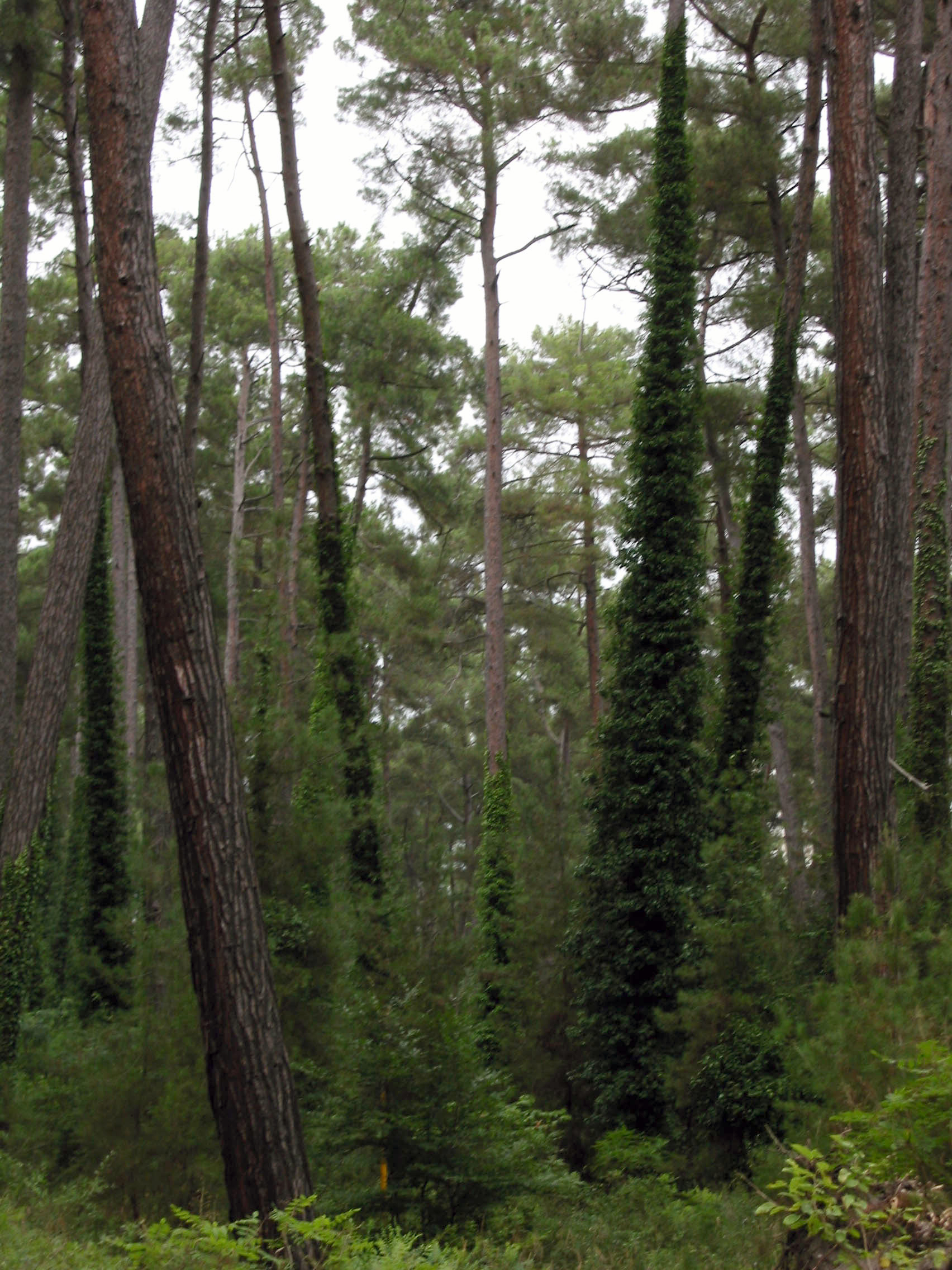
소나무 숲